# Eleições autárquicas de 2017 em Sintra
As eleições autárquicas de 2017 serviram para eleger os membros dos órgãos do poder local no Concelho de Sintra.
Basílio Horta, presidente eleito em 2013 pelo Partido Socialista, foi reeleito com um resultado bem superior ao de 2013, ao obter 43,1% dos votos e elegendo 6 vereadores, conseguindo a maioria absoluta.
Marco Almeida, candidato independente em 2013, foi agora candidato pela coligação PSD e CDS, ficou muito longe do objectivo de recuperar a câmara aos socialistas, ao conseguir 29,0% dos votos e 4 vereadores.
Por fim, a Coligação Democrática Unitária conseguiu manter o vereador que já detinha.

## Listas e Candidatos
| Lista | Lista                                           | Candidato          |
| ----- | ----------------------------------------------- | ------------------ |
|       | Partido Socialista                              | Basílio Horta      |
|       | PSD-CDS-MPT-PPM                                 | Marco Almeida      |
|       | Coligação Democrática Unitária                  | Pedro Ventura      |
|       | Bloco de Esquerda                               | Carlos Carujo      |
|       | Pessoas–Animais–Natureza                        | Cristina Rodrigues |
|       | Nós, Cidadãos!                                  | Pedro Ladeira      |
|       | Partido Comunista dos Trabalhadores Portugueses | Carlos Correia     |
|       | Partido Nacional Renovador                      | Paulo Martins      |
|       | PDR-JPP                                         | Anabela Henriques  |
|       | Partido Trabalhista Português                   | Maria José Fonseca |

## Resultados Oficiais
Os resultados para os diferentes órgãos do poder local no Concelho de Sintra foram os seguintes:

## Mapa

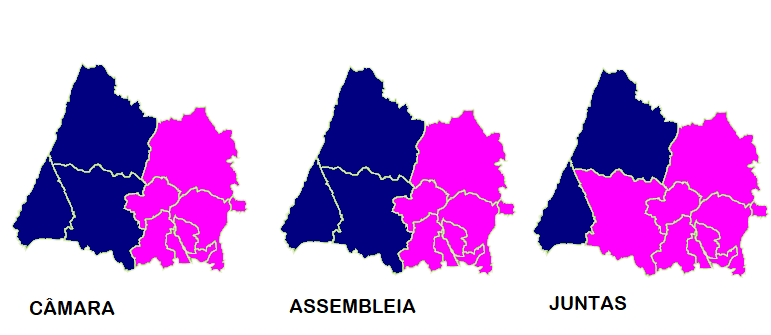
Partido mais votado por Freguesia

### Câmara Municipal
| Partido                 | Partido                                         | Votos   | %               | +/-   | Vereadores | +/-     |
| ----------------------- | ----------------------------------------------- | ------- | --------------- | ----- | ---------- | ------- |
|                         | Partido Socialista                              | 56 963  | 43,05 / 100,00  | 16,22 | 6 / 11     | 2       |
|                         | PSD-CDS-MPT-PPM                                 | 38 385  | 29,01 / 100,00  | 15,22 | 4 / 11     | 2       |
|                         | Coligação Democrática Unitária                  | 12 481  | 9,43 / 100,00   | 3,07  | 1 / 11     | Estável |
|                         | Bloco de Esquerda                               | 8 314   | 6,28 / 100,00   | 1,76  | 0 / 11     | Estável |
|                         | Pessoas–Animais–Natureza                        | 4 874   | 3,68 / 100,00   | 1,75  | 0 / 11     | Estável |
|                         | Nós, Cidadãos!                                  | 1 433   | 1,08 / 100,00   | Novo  | 0 / 11     | Novo    |
|                         | Partido Comunista dos Trabalhadores Portugueses | 1 037   | 0,78 / 100,00   | 1,25  | 0 / 11     | Estável |
|                         | Partido Nacional Renovador                      | 1 021   | 0,77 / 100,00   | 0,16  | 0 / 11     | Estável |
|                         | PDR-JPP                                         | 761     | 0,58 / 100,00   | Novo  | 0 / 11     | Novo    |
|                         | Partido Trabalhista Português                   | 275     | 0,21 / 100,00   | -     | 0 / 11     | -       |
| Votos Inválidos         | Votos Inválidos                                 | 6 762   | 5,11 / 100,00   | 4,00  |            |         |
| Total                   | Total                                           | 132 306 | 100,00 / 100,00 |       | 11 / 11    |         |
| Eleitorado/Participação | Eleitorado/Participação                         | 312 734 | 42,31 / 100,00  | 1,89  |            |         |

### Assembleia Municipal
| Partido                 | Partido                        | Votos   | %               | +/-   | Mandatos | +/-     |
| ----------------------- | ------------------------------ | ------- | --------------- | ----- | -------- | ------- |
|                         | Partido Socialista             | 53 541  | 40,47 / 100,00  | 14,44 | 15 / 33  | 4       |
|                         | PSD-CDS-MPT-PPM                | 37 367  | 28,24 / 100,00  | 13,97 | 11 / 33  | 5       |
|                         | Coligação Democrática Unitária | 14 595  | 11,03 / 100,00  | 2,66  | 4 / 33   | 1       |
|                         | Bloco de Esquerda              | 9 918   | 7,50 / 100,00   | 2,30  | 2 / 33   | Estável |
|                         | Pessoas–Animais–Natureza       | 5 823   | 4,40 / 100,00   | 2,11  | 1 / 33   | 1       |
|                         | Nós, Cidadãos!                 | 1 697   | 1,28 / 100,00   | Novo  | 0 / 33   | Novo    |
|                         | Partido Nacional Renovador     | 1 055   | 0,80 / 100,00   | -     | 0 / 33   | -       |
|                         | PDR-JPP                        | 933     | 0,71 / 100,00   | Novo  | 0 / 33   | Novo    |
|                         | Partido Trabalhista Português  | 305     | 0,23 / 100,00   | -     | 0 / 33   | -       |
| Votos Inválidos         | Votos Inválidos                | 7 077   | 5,35 / 100,00   | 4,28  |          |         |
| Total                   | Total                          | 132 311 | 100,00 / 100,00 |       | 33 / 33  |         |
| Eleitorado/Participação | Eleitorado/Participação        | 312 734 | 42,31 / 100,00  | 1,89  |          |         |

### Juntas de Freguesia
| Partido                 | Partido                        | Votos   | %               | +/-   |         |         | Vereadores | +/-     |
| ----------------------- | ------------------------------ | ------- | --------------- | ----- | ------- | ------- | ---------- | ------- |
|                         | Partido Socialista             | 56 784  | 42,92 / 100,00  | 15,79 | 9 / 11  | 2       | 92 / 191   | 30      |
|                         | PSD-CDS-MPT-PPM                | 39 157  | 29,59 / 100,00  | 14,24 | 2 / 11  | 2       | 67 / 191   | 35      |
|                         | Coligação Democrática Unitária | 16 163  | 12,22 / 100,00  | 3,16  | 0 / 11  | Estável | 20 / 191   | 12      |
|                         | Bloco de Esquerda              | 10 183  | 7,70 / 100,00   | 2,93  | 0 / 11  | Estável | 11 / 191   | 4       |
|                         | Pessoas–Animais–Natureza       | 1 038   | 0,78 / 100,00   | -     | 0 / 11  | -       | 1 / 191    | -       |
|                         | PDR-JPP                        | 578     | 0,44 / 100,00   | Novo  | 0 / 11  | Novo    | 0 / 191    | Novo    |
|                         | Partido Nacional Renovador     | 435     | 0,33 / 100,00   | 0,18  | 0 / 11  | Estável | 0 / 191    | Estável |
|                         | PCTP/MRPP                      | 130     | 0,10 / 100,00   | 0,65  | 0 / 11  | Estável | 0 / 191    | Estável |
|                         | Partido Trabalhista Português  | 126     | 0,10 / 100,00   | 0,02  | 0 / 11  | Estável | 0 / 191    | Estável |
| Votos Inválidos         | Votos Inválidos                | 7 718   | 5,83 / 100,00   | 3,59  |         |         |            |         |
| Total                   | Total                          | 132 312 | 100,00 / 100,00 |       | 11 / 11 |         | 191 / 191  |         |
| Eleitorado/Participação | Eleitorado/Participação        | 312 734 | 42,31 / 100,00  | 1,89  |         |         |            |         |

## Resultados por Freguesia

### Câmara Municipal
| Freguesia                                     | %     | %                  | %     | %    | %    | %    | %    | %    | %        | %    | Votantes |
| Freguesia                                     | PS    | PSD- CDS- MPT- PPM | CDU   | BE   | PAN  | NC   | PCTP | PNR  | PDR -JPP | PTP  | Votantes |
| --------------------------------------------- | ----- | ------------------ | ----- | ---- | ---- | ---- | ---- | ---- | -------- | ---- | -------- |
| Agualva e Mira-Sintra                         | 47,15 | 24,74              | 9,72  | 6,33 | 3,50 | 1,01 | 0,68 | 1,76 | 0,53     | 0,16 | 13 533   |
| Algueirão - Mem Martins                       | 46,28 | 26,09              | 9,17  | 6,35 | 4,02 | 1,06 | 0,71 | 0,79 | 0,85     | 0,28 | 22 127   |
| Almargem do Bispo, Pero Pinheiro e Montelavar | 44,03 | 34,33              | 7,21  | 4,55 | 2,25 | 0,48 | 0,75 | 0,48 | 0,44     | 0,18 | 7 338    |
| Cacém e São Marcos                            | 42,89 | 24,15              | 10,42 | 7,46 | 4,32 | 1,39 | 0,85 | 0,81 | 0,60     | 0,35 | 11 687   |
| Casal de Cambra                               | 43,86 | 29,51              | 8,22  | 4,53 | 2,81 | 1,27 | 1,04 | 0,80 | 0,82     | 0,30 | 4 633    |
| Colares                                       | 37,56 | 42,92              | 6,45  | 3,62 | 3,14 | 0,91 | 0,40 | 0,11 | 0,34     | 0,11 | 3 504    |
| Massamá e Monte Abraão                        | 44,34 | 26,78              | 10,30 | 7,19 | 3,91 | 1,01 | 0,61 | 0,59 | 0,27     | 0,13 | 16 982   |
| Queluz e Belas                                | 41,03 | 26,76              | 11,61 | 7,60 | 3,98 | 1,20 | 0,90 | 0,65 | 0,41     | 0,17 | 17 451   |
| Rio de Mouro                                  | 44,00 | 25,39              | 11,00 | 6,40 | 3,59 | 1,16 | 1,08 | 0,82 | 0,97     | 0,20 | 15 804   |
| São João das Lampas e Terrugem                | 34,88 | 44,48              | 5,82  | 3,59 | 3,24 | 1,00 | 0,94 | 0,51 | 0,49     | 0,27 | 7 096    |
| Sintra                                        | 38,12 | 38,40              | 7,04  | 5,71 | 3,67 | 0,97 | 0,61 | 0,49 | 0,36     | 0,14 | 12 151   |
| Sintra                                        | 43,05 | 29,01              | 9,43  | 6,28 | 3,68 | 1,08 | 0,78 | 0,77 | 0,58     | 0,21 | 132 306  |

#### Agualva e Mira-Sintra
| Partido                 | Partido                                         | Votos  | %               | +/-   |
| ----------------------- | ----------------------------------------------- | ------ | --------------- | ----- |
|                         | Partido Socialista                              | 6 381  | 47,15 / 100,00  | 17,79 |
|                         | PSD-CDS-MPT-PPM                                 | 3 348  | 24,74 / 100,00  | 9,75  |
|                         | Coligação Democrática Unitária                  | 1 315  | 9,72 / 100,00   | 2,20  |
|                         | Bloco de Esquerda                               | 857    | 6,33 / 100,00   | 2,05  |
|                         | Pessoas–Animais–Natureza                        | 473    | 3,50 / 100,00   | 1,90  |
|                         | Partido Nacional Renovador                      | 238    | 1,76 / 100,00   | 1,25  |
|                         | Nós, Cidadãos!                                  | 137    | 1,01 / 100,00   | Novo  |
|                         | Partido Comunista dos Trabalhadores Portugueses | 92     | 0,68 / 100,00   | 1,44  |
|                         | PDR-JPP                                         | 72     | 0,53 / 100,00   | Novo  |
|                         | Partido Trabalhista Português                   | 22     | 0,16 / 100,00   | -     |
| Votos Inválidos         | Votos Inválidos                                 | 598    | 4,42 / 100,00   | 4,03  |
| Total                   | Total                                           | 13 533 | 100,00 / 100,00 |       |
| Eleitorado/Participação | Eleitorado/Participação                         | 34 959 | 38,71 / 100,00  | 0,54  |

#### Algueirão - Mem Martins
| Partido                 | Partido                                         | Votos  | %               | +/-   |
| ----------------------- | ----------------------------------------------- | ------ | --------------- | ----- |
|                         | Partido Socialista                              | 10 240 | 46,28 / 100,00  | 21,29 |
|                         | PSD-CDS-MPT-PPM                                 | 5 773  | 26,09 / 100,00  | 13,23 |
|                         | Coligação Democrática Unitária                  | 2 029  | 9,17 / 100,00   | 4,46  |
|                         | Bloco de Esquerda                               | 1 406  | 6,35 / 100,00   | 1,26  |
|                         | Pessoas–Animais–Natureza                        | 889    | 4,02 / 100,00   | 1,45  |
|                         | Nós, Cidadãos!                                  | 234    | 1,06 / 100,00   | Novo  |
|                         | PDR-JPP                                         | 187    | 0,85 / 100,00   | Novo  |
|                         | Partido Nacional Renovador                      | 174    | 0,79 / 100,00   | 0,09  |
|                         | Partido Comunista dos Trabalhadores Portugueses | 157    | 0,71 / 100,00   | 1,31  |
|                         | Partido Trabalhista Português                   | 61     | 0,28 / 100,00   | -     |
| Votos Inválidos         | Votos Inválidos                                 | 977    | 4,42 / 100,00   | 4,85  |
| Total                   | Total                                           | 22 127 | 100,00 / 100,00 |       |
| Eleitorado/Participação | Eleitorado/Participação                         | 54 438 | 40,65 / 100,00  | 3,80  |

#### Almargem do Bispo, Pero Pinheiro e Montelavar
| Partido                 | Partido                                         | Votos  | %               | +/-   |
| ----------------------- | ----------------------------------------------- | ------ | --------------- | ----- |
|                         | Partido Socialista                              | 3 231  | 44,03 / 100,00  | 14,78 |
|                         | PSD-CDS-MPT-PPM                                 | 2 519  | 34,33 / 100,00  | 22,37 |
|                         | Coligação Democrática Unitária                  | 529    | 7,21 / 100,00   | 2,09  |
|                         | Bloco de Esquerda                               | 334    | 4,55 / 100,00   | 1,92  |
|                         | Pessoas–Animais–Natureza                        | 165    | 2,25 / 100,00   | 1,02  |
|                         | Partido Comunista dos Trabalhadores Portugueses | 55     | 0,75 / 100,00   | 1,26  |
|                         | Nós, Cidadãos!                                  | 53     | 0,72 / 100,00   | Novo  |
|                         | Partido Nacional Renovador                      | 35     | 0,48 / 100,00   | 0,19  |
|                         | PDR-JPP                                         | 32     | 0,44 / 100,00   | Novo  |
|                         | Partido Trabalhista Português                   | 13     | 0,18 / 100,00   | -     |
| Votos Inválidos         | Votos Inválidos                                 | 372    | 5,07 / 100,00   | 3,25  |
| Total                   | Total                                           | 7 338  | 100,00 / 100,00 |       |
| Eleitorado/Participação | Eleitorado/Participação                         | 14 007 | 52,39 / 100,00  | 0,34  |

#### Cacém e São Marcos
| Partido                 | Partido                                         | Votos  | %               | +/-   |
| ----------------------- | ----------------------------------------------- | ------ | --------------- | ----- |
|                         | Partido Socialista                              | 5 013  | 42,89 / 100,00  | 15,01 |
|                         | PSD-CDS-MPT-PPM                                 | 2 822  | 24,15 / 100,00  | 7,51  |
|                         | Coligação Democrática Unitária                  | 1 218  | 10,42 / 100,00  | 3,48  |
|                         | Bloco de Esquerda                               | 872    | 7,46 / 100,00   | 2,12  |
|                         | Pessoas–Animais–Natureza                        | 505    | 4,32 / 100,00   | 1,87  |
|                         | Nós, Cidadãos!                                  | 163    | 1,39 / 100,00   | Novo  |
|                         | Partido Comunista dos Trabalhadores Portugueses | 99     | 0,85 / 100,00   | 1,41  |
|                         | Partido Nacional Renovador                      | 95     | 0,81 / 100,00   | 0,09  |
|                         | PDR-JPP                                         | 70     | 0,60 / 100,00   | Novo  |
|                         | Partido Trabalhista Português                   | 41     | 0,35 / 100,00   | -     |
| Votos Inválidos         | Votos Inválidos                                 | 789    | 6,75 / 100,00   | 2,75  |
| Total                   | Total                                           | 11 687 | 100,00 / 100,00 |       |
| Eleitorado/Participação | Eleitorado/Participação                         | 30 583 | 38,21 / 100,00  | 1,61  |

#### Casal de Cambra
| Partido                 | Partido                                         | Votos | %               | +/-     |
| ----------------------- | ----------------------------------------------- | ----- | --------------- | ------- |
|                         | Partido Socialista                              | 2 032 | 43,86 / 100,00  | 14,94   |
|                         | PSD-CDS-MPT-PPM                                 | 1 367 | 29,51 / 100,00  | 18,26   |
|                         | Coligação Democrática Unitária                  | 381   | 8,22 / 100,00   | 3,34    |
|                         | Bloco de Esquerda                               | 210   | 4,53 / 100,00   | 1,54    |
|                         | Pessoas–Animais–Natureza                        | 130   | 2,81 / 100,00   | 1,40    |
|                         | Nós, Cidadãos!                                  | 59    | 1,27 / 100,00   | Novo    |
|                         | Partido Comunista dos Trabalhadores Portugueses | 48    | 1,04 / 100,00   | 1,27    |
|                         | PDR-JPP                                         | 38    | 0,82 / 100,00   | Novo    |
|                         | Partido Nacional Renovador                      | 37    | 0,80 / 100,00   | Estável |
|                         | Partido Trabalhista Português                   | 14    | 0,30 / 100,00   | -       |
| Votos Inválidos         | Votos Inválidos                                 | 317   | 6,85 / 100,00   | 3,06    |
| Total                   | Total                                           | 4 633 | 100,00 / 100,00 |         |
| Eleitorado/Participação | Eleitorado/Participação                         | 9 864 | 46,97 / 100,00  | 2,08    |

#### Colares
| Partido                 | Partido                                         | Votos | %               | +/-   |
| ----------------------- | ----------------------------------------------- | ----- | --------------- | ----- |
|                         | PSD-CDS-MPT-PPM                                 | 1 504 | 42,92 / 100,00  | 32,70 |
|                         | Partido Socialista                              | 1 316 | 37,56 / 100,00  | 15,53 |
|                         | Coligação Democrática Unitária                  | 226   | 6,45 / 100,00   | 0,14  |
|                         | Bloco de Esquerda                               | 127   | 3,62 / 100,00   | 1,48  |
|                         | Pessoas–Animais–Natureza                        | 110   | 3,14 / 100,00   | 1,98  |
|                         | Nós, Cidadãos!                                  | 32    | 0,91 / 100,00   | Novo  |
|                         | Partido Comunista dos Trabalhadores Portugueses | 14    | 0,40 / 100,00   | 0,41  |
|                         | PDR-JPP                                         | 12    | 0,34 / 100,00   | Novo  |
|                         | Partido Nacional Renovador                      | 4     | 0,11 / 100,00   | 0,18  |
|                         | Partido Trabalhista Português                   | 4     | 0,11 / 100,00   | -     |
| Votos Inválidos         | Votos Inválidos                                 | 155   | 4,42 / 100,00   | 1,54  |
| Total                   | Total                                           | 3 504 | 100,00 / 100,00 |       |
| Eleitorado/Participação | Eleitorado/Participação                         | 6 425 | 54,54 / 100,00  | 0,54  |

#### Massamá e Monte Abraão
| Partido                 | Partido                                         | Votos  | %               | +/-   |
| ----------------------- | ----------------------------------------------- | ------ | --------------- | ----- |
|                         | Partido Socialista                              | 7 530  | 44,34 / 100,00  | 16,76 |
|                         | PSD-CDS-MPT-PPM                                 | 4 547  | 26,78 / 100,00  | 11,77 |
|                         | Coligação Democrática Unitária                  | 1 749  | 10,30 / 100,00  | 3,39  |
|                         | Bloco de Esquerda                               | 1 221  | 7,19 / 100,00   | 1,68  |
|                         | Pessoas–Animais–Natureza                        | 664    | 3,91 / 100,00   | 1,58  |
|                         | Nós, Cidadãos!                                  | 172    | 1,01 / 100,00   | Novo  |
|                         | Partido Comunista dos Trabalhadores Portugueses | 103    | 0,61 / 100,00   | 1,19  |
|                         | Partido Nacional Renovador                      | 100    | 0,59 / 100,00   | 0,11  |
|                         | PDR-JPP                                         | 46     | 0,27 / 100,00   | Novo  |
|                         | Partido Trabalhista Português                   | 22     | 0,13 / 100,00   | -     |
| Votos Inválidos         | Votos Inválidos                                 | 828    | 4,87 / 100,00   | 4,78  |
| Total                   | Total                                           | 16 982 | 100,00 / 100,00 |       |
| Eleitorado/Participação | Eleitorado/Participação                         | 42 261 | 40,18 / 100,00  | 1,35  |

#### Queluz e Belas
| Partido                 | Partido                                         | Votos  | %               | +/-   |
| ----------------------- | ----------------------------------------------- | ------ | --------------- | ----- |
|                         | Partido Socialista                              | 7 160  | 41,03 / 100,00  | 12,65 |
|                         | PSD-CDS-MPT-PPM                                 | 4 670  | 26,76 / 100,00  | 11,88 |
|                         | Coligação Democrática Unitária                  | 2 026  | 11,61 / 100,00  | 3,44  |
|                         | Bloco de Esquerda                               | 1 327  | 7,60 / 100,00   | 1,90  |
|                         | Pessoas–Animais–Natureza                        | 695    | 3,98 / 100,00   | 2,15  |
|                         | Nós, Cidadãos!                                  | 210    | 1,20 / 100,00   | Novo  |
|                         | Partido Comunista dos Trabalhadores Portugueses | 157    | 0,90 / 100,00   | 1,61  |
|                         | Partido Nacional Renovador                      | 113    | 0,65 / 100,00   | 0,02  |
|                         | PDR-JPP                                         | 72     | 0,41 / 100,00   | Novo  |
|                         | Partido Trabalhista Português                   | 30     | 0,17 / 100,00   | -     |
| Votos Inválidos         | Votos Inválidos                                 | 991    | 5,68 / 100,00   | 4,60  |
| Total                   | Total                                           | 17 451 | 100,00 / 100,00 |       |
| Eleitorado/Participação | Eleitorado/Participação                         | 43 390 | 40,22 / 100,00  | 2,00  |

#### Rio de Mouro
| Partido                 | Partido                                         | Votos  | %               | +/-   |
| ----------------------- | ----------------------------------------------- | ------ | --------------- | ----- |
|                         | Partido Socialista                              | 6 953  | 44,00 / 100,00  | 18,24 |
|                         | PSD-CDS-MPT-PPM                                 | 4 013  | 25,39 / 100,00  | 11,54 |
|                         | Coligação Democrática Unitária                  | 1 739  | 11,00 / 100,00  | 4,86  |
|                         | Bloco de Esquerda                               | 1 011  | 6,40 / 100,00   | 1,28  |
|                         | Pessoas–Animais–Natureza                        | 567    | 3,59 / 100,00   | 1,69  |
|                         | Nós, Cidadãos!                                  | 184    | 1,16 / 100,00   | Novo  |
|                         | Partido Comunista dos Trabalhadores Portugueses | 171    | 1,08 / 100,00   | 1,33  |
|                         | PDR-JPP                                         | 153    | 0,97 / 100,00   | Novo  |
|                         | Partido Nacional Renovador                      | 130    | 0,82 / 100,00   | 0,19  |
|                         | Partido Trabalhista Português                   | 32     | 0,20 / 100,00   | -     |
| Votos Inválidos         | Votos Inválidos                                 | 851    | 5,39 / 100,00   | 4,31  |
| Total                   | Total                                           | 15 804 | 100,00 / 100,00 |       |
| Eleitorado/Participação | Eleitorado/Participação                         | 39 276 | 40,24 / 100,00  | 3,20  |

#### São João das Lampas e Terrugem
| Partido                 | Partido                                         | Votos  | %               | +/-   |
| ----------------------- | ----------------------------------------------- | ------ | --------------- | ----- |
|                         | PSD-CDS-MPT-PPM                                 | 3 156  | 44,48 / 100,00  | 34,08 |
|                         | Partido Socialista                              | 2 475  | 34,88 / 100,00  | 10,65 |
|                         | Coligação Democrática Unitária                  | 413    | 5,82 / 100,00   | 0,04  |
|                         | Bloco de Esquerda                               | 255    | 3,59 / 100,00   | 1,85  |
|                         | Pessoas–Animais–Natureza                        | 230    | 3,24 / 100,00   | 1,97  |
|                         | Nós, Cidadãos!                                  | 71     | 1,00 / 100,00   | Novo  |
|                         | Partido Comunista dos Trabalhadores Portugueses | 67     | 0,94 / 100,00   | 0,59  |
|                         | Partido Nacional Renovador                      | 36     | 0,51 / 100,00   | 0,20  |
|                         | PDR-JPP                                         | 35     | 0,49 / 100,00   | Novo  |
|                         | Partido Trabalhista Português                   | 19     | 0,27 / 100,00   | -     |
| Votos Inválidos         | Votos Inválidos                                 | 339    | 4,78 / 100,00   | 2,77  |
| Total                   | Total                                           | 7 096  | 100,00 / 100,00 |       |
| Eleitorado/Participação | Eleitorado/Participação                         | 13 428 | 52,84 / 100,00  | 0,36  |

#### Sintra
| Partido                 | Partido                                         | Votos  | %               | +/-   |
| ----------------------- | ----------------------------------------------- | ------ | --------------- | ----- |
|                         | PSD-CDS-MPT-PPM                                 | 4 666  | 38,40 / 100,00  | 25,96 |
|                         | Partido Socialista                              | 4 632  | 38,12 / 100,00  | 13,46 |
|                         | Coligação Democrática Unitária                  | 856    | 7,04 / 100,00   | 1,64  |
|                         | Bloco de Esquerda                               | 694    | 5,71 / 100,00   | 2,34  |
|                         | Pessoas–Animais–Natureza                        | 446    | 3,67 / 100,00   | 2,03  |
|                         | Nós, Cidadãos!                                  | 118    | 0,97 / 100,00   | Novo  |
|                         | Partido Comunista dos Trabalhadores Portugueses | 74     | 0,61 / 100,00   | 0,89  |
|                         | Partido Nacional Renovador                      | 59     | 0,49 / 100,00   | 0,13  |
|                         | PDR-JPP                                         | 44     | 0,36 / 100,00   | Novo  |
|                         | Partido Trabalhista Português                   | 17     | 0,14 / 100,00   | -     |
| Votos Inválidos         | Votos Inválidos                                 | 545    | 4,48 / 100,00   | 3,68  |
| Total                   | Total                                           | 12 151 | 100,00 / 100,00 |       |
| Eleitorado/Participação | Eleitorado/Participação                         | 24 103 | 50,41 / 100,00  | 2,37  |

### Assembleia Municipal
| Freguesia                                     | %     | %                  | %     | %    | %    | %    | %    | %        | %    | Votantes |
| Freguesia                                     | PS    | PSD- CDS- MPT- PPM | CDU   | BE   | PAN  | NC   | PNR  | PDR -JPP | PTP  | Votantes |
| --------------------------------------------- | ----- | ------------------ | ----- | ---- | ---- | ---- | ---- | -------- | ---- | -------- |
| Agualva e Mira-Sintra                         | 44,84 | 24,61              | 11,36 | 7,69 | 4,16 | 1,20 | 0,86 | 0,45     | 0,21 | 13 536   |
| Algueirão - Mem Martins                       | 42,63 | 25,16              | 10,98 | 7,83 | 4,98 | 1,26 | 0,94 | 1,09     | 0,33 | 22 128   |
| Almargem do Bispo, Pero Pinheiro e Montelavar | 42,53 | 33,32              | 8,61  | 5,34 | 2,82 | 0,82 | 0,49 | 0,55     | 0,25 | 7 338    |
| Cacém e São Marcos                            | 40,47 | 23,86              | 11,73 | 8,49 | 4,94 | 1,73 | 1,02 | 0,80     | 0,21 | 11 687   |
| Casal de Cambra                               | 42,76 | 29,18              | 9,56  | 4,92 | 3,43 | 1,19 | 0,91 | 0,95     | 0,37 | 4 633    |
| Colares                                       | 34,32 | 42,23              | 7,45  | 4,39 | 4,19 | 1,23 | 0,29 | 0,54     | 0,17 | 3 505    |
| Massamá e Monte Abraão                        | 41,44 | 26,36              | 11,94 | 8,59 | 4,30 | 1,15 | 0,69 | 0,39     | 0,15 | 16 982   |
| Queluz e Belas                                | 38,36 | 25,85              | 13,32 | 8,91 | 4,86 | 1,42 | 0,74 | 0,54     | 0,18 | 17 452   |
| Rio de Mouro                                  | 41,28 | 24,12              | 13,23 | 7,68 | 4,18 | 1,42 | 1,03 | 1,09     | 0,25 | 15 803   |
| São João das Lampas e Terrugem                | 33,39 | 43,25              | 7,02  | 4,21 | 4,06 | 1,14 | 0,55 | 0,65     | 0,23 | 7 096    |
| Sintra                                        | 36,03 | 37,31              | 8,08  | 7,02 | 4,45 | 1,23 | 0,60 | 0,46     | 0,20 | 12 151   |
| Sintra                                        | 40,47 | 28,24              | 11,03 | 7,50 | 4,40 | 1,28 | 0,80 | 0,71     | 0,23 | 132 311  |

#### Agualva e Mira-Sintra
| Partido                 | Partido                        | Votos  | %               | +/-   |
| ----------------------- | ------------------------------ | ------ | --------------- | ----- |
|                         | Partido Socialista             | 6 070  | 44,84 / 100,00  | 16,48 |
|                         | PSD-CDS-MPT-PPM                | 3 331  | 24,61 / 100,00  | 9,26  |
|                         | Coligação Democrática Unitária | 1 538  | 11,36 / 100,00  | 1,74  |
|                         | Bloco de Esquerda              | 1 041  | 7,69 / 100,00   | 2,89  |
|                         | Pessoas–Animais–Natureza       | 563    | 4,16 / 100,00   | 2,18  |
|                         | Nós, Cidadãos!                 | 162    | 1,20 / 100,00   | Novo  |
|                         | Partido Nacional Renovador     | 117    | 0,86 / 100,00   | -     |
|                         | PDR-JPP                        | 61     | 0,45 / 100,00   | Novo  |
|                         | Partido Trabalhista Português  | 28     | 0,21 / 100,00   | -     |
| Votos Inválidos         | Votos Inválidos                | 625    | 4,61 / 100,00   | 4,20  |
| Total                   | Total                          | 13 536 | 100,00 / 100,00 |       |
| Eleitorado/Participação | Eleitorado/Participação        | 34 959 | 38,72 / 100,00  | 0,53  |

#### Algueirão - Mem Martins
| Partido                 | Partido                        | Votos  | %               | +/-   |
| ----------------------- | ------------------------------ | ------ | --------------- | ----- |
|                         | Partido Socialista             | 9 434  | 42,63 / 100,00  | 18,73 |
|                         | PSD-CDS-MPT-PPM                | 5 568  | 25,16 / 100,00  | 11,79 |
|                         | Coligação Democrática Unitária | 2 429  | 10,98 / 100,00  | 4,07  |
|                         | Bloco de Esquerda              | 1 732  | 7,83 / 100,00   | 1,87  |
|                         | Pessoas–Animais–Natureza       | 1 102  | 4,98 / 100,00   | 2,03  |
|                         | Nós, Cidadãos!                 | 279    | 1,26 / 100,00   | Novo  |
|                         | PDR-JPP                        | 241    | 1,09 / 100,00   | Novo  |
|                         | Partido Nacional Renovador     | 208    | 0,94 / 100,00   | -     |
|                         | Partido Trabalhista Português  | 74     | 0,33 / 100,00   | -     |
| Votos Inválidos         | Votos Inválidos                | 1 061  | 4,79 / 100,00   | 5,09  |
| Total                   | Total                          | 22 128 | 100,00 / 100,00 |       |
| Eleitorado/Participação | Eleitorado/Participação        | 54 438 | 40,65 / 100,00  | 3,80  |

#### Almargem do Bispo, Pero Pinheiro e Montelavar
| Partido                 | Partido                        | Votos  | %               | +/-   |
| ----------------------- | ------------------------------ | ------ | --------------- | ----- |
|                         | Partido Socialista             | 3 121  | 42,53 / 100,00  | 11,83 |
|                         | PSD-CDS-MPT-PPM                | 2 445  | 33,32 / 100,00  | 21,10 |
|                         | Coligação Democrática Unitária | 632    | 8,61 / 100,00   | 1,54  |
|                         | Bloco de Esquerda              | 392    | 5,34 / 100,00   | 2,39  |
|                         | Pessoas–Animais–Natureza       | 207    | 2,82 / 100,00   | 1,30  |
|                         | Nós, Cidadãos!                 | 60     | 0,82 / 100,00   | Novo  |
|                         | PDR-JPP                        | 40     | 0,55 / 100,00   | Novo  |
|                         | Partido Nacional Renovador     | 36     | 0,49 / 100,00   | -     |
|                         | Partido Trabalhista Português  | 18     | 0,25 / 100,00   | -     |
| Votos Inválidos         | Votos Inválidos                | 387    | 5,27 / 100,00   | 3,46  |
| Total                   | Total                          | 7 338  | 100,00 / 100,00 |       |
| Eleitorado/Participação | Eleitorado/Participação        | 14 007 | 52,39 / 100,00  | 0,34  |

#### Cacém e São Marcos
| Partido                 | Partido                        | Votos  | %               | +/-   |
| ----------------------- | ------------------------------ | ------ | --------------- | ----- |
|                         | Partido Socialista             | 4 730  | 40,47 / 100,00  | 13,34 |
|                         | PSD-CDS-MPT-PPM                | 2 788  | 23,86 / 100,00  | 6,80  |
|                         | Coligação Democrática Unitária | 1 371  | 11,73 / 100,00  | 3,06  |
|                         | Bloco de Esquerda              | 992    | 8,49 / 100,00   | 2,60  |
|                         | Pessoas–Animais–Natureza       | 577    | 4,94 / 100,00   | 2,23  |
|                         | Nós, Cidadãos!                 | 202    | 1,73 / 100,00   | Novo  |
|                         | Partido Nacional Renovador     | 119    | 1,02 / 100,00   | -     |
|                         | PDR-JPP                        | 93     | 0,80 / 100,00   | Novo  |
|                         | Partido Trabalhista Português  | 25     | 0,21 / 100,00   | -     |
| Votos Inválidos         | Votos Inválidos                | 790    | 6,76 / 100,00   | 3,19  |
| Total                   | Total                          | 11 687 | 100,00 / 100,00 |       |
| Eleitorado/Participação | Eleitorado/Participação        | 30 583 | 38,21 / 100,00  | 1,61  |

#### Casal de Cambra
| Partido                 | Partido                        | Votos | %               | +/-   |
| ----------------------- | ------------------------------ | ----- | --------------- | ----- |
|                         | Partido Socialista             | 1 981 | 42,76 / 100,00  | 13,91 |
|                         | PSD-CDS-MPT-PPM                | 1 352 | 29,18 / 100,00  | 17,98 |
|                         | Coligação Democrática Unitária | 443   | 9,56 / 100,00   | 1,83  |
|                         | Bloco de Esquerda              | 228   | 4,92 / 100,00   | 1,58  |
|                         | Pessoas–Animais–Natureza       | 159   | 3,43 / 100,00   | 1,92  |
|                         | Nós, Cidadãos!                 | 55    | 1,19 / 100,00   | Novo  |
|                         | PDR-JPP                        | 44    | 0,95 / 100,00   | Novo  |
|                         | Partido Nacional Renovador     | 42    | 0,91 / 100,00   | -     |
|                         | Partido Trabalhista Português  | 17    | 0,37 / 100,00   | -     |
| Votos Inválidos         | Votos Inválidos                | 312   | 6,73 / 100,00   | 3,13  |
| Total                   | Total                          | 4 633 | 100,00 / 100,00 |       |
| Eleitorado/Participação | Eleitorado/Participação        | 9 864 | 46,97 / 100,00  | 2,08  |

#### Colares
| Partido                 | Partido                        | Votos | %               | +/-   |
| ----------------------- | ------------------------------ | ----- | --------------- | ----- |
|                         | PSD-CDS-MPT-PPM                | 1 480 | 42,23 / 100,00  | 31,12 |
|                         | Partido Socialista             | 1 203 | 34,32 / 100,00  | 12,76 |
|                         | Coligação Democrática Unitária | 261   | 7,45 / 100,00   | 0,30  |
|                         | Bloco de Esquerda              | 154   | 4,39 / 100,00   | 1,93  |
|                         | Pessoas–Animais–Natureza       | 147   | 4,19 / 100,00   | 2,92  |
|                         | Nós, Cidadãos!                 | 43    | 1,23 / 100,00   | Novo  |
|                         | PDR-JPP                        | 19    | 0,54 / 100,00   | Novo  |
|                         | Partido Nacional Renovador     | 10    | 0,29 / 100,00   | -     |
|                         | Partido Trabalhista Português  | 6     | 0,17 / 100,00   | -     |
| Votos Inválidos         | Votos Inválidos                | 182   | 5,19 / 100,00   | 1,32  |
| Total                   | Total                          | 3 505 | 100,00 / 100,00 |       |
| Eleitorado/Participação | Eleitorado/Participação        | 6 425 | 54,55 / 100,00  | 0,55  |

#### Massamá e Monte Abraão
| Partido                 | Partido                        | Votos  | %               | +/-   |
| ----------------------- | ------------------------------ | ------ | --------------- | ----- |
|                         | Partido Socialista             | 7 038  | 41,44 / 100,00  | 15,59 |
|                         | PSD-CDS-MPT-PPM                | 4 477  | 26,36 / 100,00  | 10,89 |
|                         | Coligação Democrática Unitária | 2 027  | 11,94 / 100,00  | 3,12  |
|                         | Bloco de Esquerda              | 1 458  | 8,59 / 100,00   | 2,21  |
|                         | Pessoas–Animais–Natureza       | 730    | 4,30 / 100,00   | 1,72  |
|                         | Nós, Cidadãos!                 | 195    | 1,15 / 100,00   | Novo  |
|                         | Partido Nacional Renovador     | 118    | 0,69 / 100,00   | -     |
|                         | PDR-JPP                        | 66     | 0,39 / 100,00   | Novo  |
|                         | Partido Trabalhista Português  | 26     | 0,15 / 100,00   | -     |
| Votos Inválidos         | Votos Inválidos                | 847    | 4,99 / 100,00   | 5,23  |
| Total                   | Total                          | 16 982 | 100,00 / 100,00 |       |
| Eleitorado/Participação | Eleitorado/Participação        | 42 261 | 40,18 / 100,00  | 1,35  |

#### Queluz e Belas
| Partido                 | Partido                        | Votos  | %               | +/-   |
| ----------------------- | ------------------------------ | ------ | --------------- | ----- |
|                         | Partido Socialista             | 6 964  | 38,36 / 100,00  | 11,13 |
|                         | PSD-CDS-MPT-PPM                | 4 512  | 25,85 / 100,00  | 10,59 |
|                         | Coligação Democrática Unitária | 2 324  | 13,32 / 100,00  | 2,93  |
|                         | Bloco de Esquerda              | 1 555  | 8,91 / 100,00   | 2,57  |
|                         | Pessoas–Animais–Natureza       | 849    | 4,86 / 100,00   | 2,72  |
|                         | Nós, Cidadãos!                 | 247    | 1,42 / 100,00   | Novo  |
|                         | Partido Nacional Renovador     | 130    | 0,74 / 100,00   | -     |
|                         | PDR-JPP                        | 95     | 0,54 / 100,00   | Novo  |
|                         | Partido Trabalhista Português  | 32     | 0,18 / 100,00   | -     |
| Votos Inválidos         | Votos Inválidos                | 1 014  | 5,81 / 100,00   | 4,91  |
| Total                   | Total                          | 17 452 | 100,00 / 100,00 |       |
| Eleitorado/Participação | Eleitorado/Participação        | 43 390 | 40,22 / 100,00  | 2,00  |

#### Rio de Mouro
| Partido                 | Partido                        | Votos  | %               | +/-   |
| ----------------------- | ------------------------------ | ------ | --------------- | ----- |
|                         | Partido Socialista             | 6 523  | 41,28 / 100,00  | 17,09 |
|                         | PSD-CDS-MPT-PPM                | 3 812  | 24,12 / 100,00  | 10,03 |
|                         | Coligação Democrática Unitária | 2 090  | 13,23 / 100,00  | 4,62  |
|                         | Bloco de Esquerda              | 1 214  | 7,68 / 100,00   | 1,96  |
|                         | Pessoas–Animais–Natureza       | 660    | 4,18 / 100,00   | 1,59  |
|                         | Nós, Cidadãos!                 | 224    | 1,42 / 100,00   | Novo  |
|                         | PDR-JPP                        | 172    | 1,09 / 100,00   | Novo  |
|                         | Partido Nacional Renovador     | 163    | 1,03 / 100,00   | -     |
|                         | Partido Trabalhista Português  | 39     | 0,25 / 100,00   | -     |
| Votos Inválidos         | Votos Inválidos                | 906    | 5,74 / 100,00   | 4,60  |
| Total                   | Total                          | 15 803 | 100,00 / 100,00 |       |
| Eleitorado/Participação | Eleitorado/Participação        | 39 276 | 40,24 / 100,00  | 3,21  |

#### São João das Lampas e Terrugem
| Partido                 | Partido                        | Votos  | %               | +/-   |
| ----------------------- | ------------------------------ | ------ | --------------- | ----- |
|                         | PSD-CDS-MPT-PPM                | 3 069  | 43,25 / 100,00  | 31,04 |
|                         | Partido Socialista             | 2 369  | 33,39 / 100,00  | 8,70  |
|                         | Coligação Democrática Unitária | 498    | 7,02 / 100,00   | 0,10  |
|                         | Bloco de Esquerda              | 299    | 4,21 / 100,00   | 1,77  |
|                         | Pessoas–Animais–Natureza       | 288    | 4,06 / 100,00   | 2,38  |
|                         | Nós, Cidadãos!                 | 81     | 1,14 / 100,00   | Novo  |
|                         | PDR-JPP                        | 46     | 0,65 / 100,00   | Novo  |
|                         | Partido Nacional Renovador     | 39     | 0,55 / 100,00   | -     |
|                         | Partido Trabalhista Português  | 16     | 0,23 / 100,00   | -     |
| Votos Inválidos         | Votos Inválidos                | 391    | 5,51 / 100,00   | 2,88  |
| Total                   | Total                          | 7 096  | 100,00 / 100,00 |       |
| Eleitorado/Participação | Eleitorado/Participação        | 13 428 | 52,84 / 100,00  | 0,36  |

#### Sintra
| Partido                 | Partido                        | Votos  | %               | +/-   |
| ----------------------- | ------------------------------ | ------ | --------------- | ----- |
|                         | PSD-CDS-MPT-PPM                | 4 533  | 37,31 / 100,00  | 23,74 |
|                         | Partido Socialista             | 4 378  | 36,03 / 100,00  | 11,51 |
|                         | Coligação Democrática Unitária | 982    | 8,08 / 100,00   | 1,38  |
|                         | Bloco de Esquerda              | 853    | 7,02 / 100,00   | 2,57  |
|                         | Pessoas–Animais–Natureza       | 541    | 4,45 / 100,00   | 2,46  |
|                         | Nós, Cidadãos!                 | 149    | 1,23 / 100,00   | Novo  |
|                         | Partido Nacional Renovador     | 73     | 0,60 / 100,00   | -     |
|                         | PDR-JPP                        | 56     | 0,46 / 100,00   | Novo  |
|                         | Partido Trabalhista Português  | 24     | 0,20 / 100,00   | -     |
| Votos Inválidos         | Votos Inválidos                | 562    | 4,62 / 100,00   | 4,17  |
| Total                   | Total                          | 12 151 | 100,00 / 100,00 |       |
| Eleitorado/Participação | Eleitorado/Participação        | 24 103 | 50,41 / 100,00  | 3,37  |

### Juntas de Freguesia

#### Agualva e Mira-Sintra
| Partido                 | Partido                        | Votos  | %               | +/-   | Mandatos | +/- |
| ----------------------- | ------------------------------ | ------ | --------------- | ----- | -------- | --- |
|                         | Partido Socialista             | 6 421  | 47,44 / 100,00  | 20,17 | 10 / 19  | 4   |
|                         | PSD-CDS-MPT-PPM                | 3 524  | 26,03 / 100,00  | 7,18  | 5 / 19   | 1   |
|                         | Coligação Democrática Unitária | 1 692  | 12,50 / 100,00  | 1,87  | 2 / 19   | 1   |
|                         | Bloco de Esquerda              | 1 195  | 8,83 / 100,00   | 4,24  | 2 / 19   | 1   |
| Votos Inválidos         | Votos Inválidos                | 704    | 5,20 / 100,00   | 3,24  |          |     |
| Total                   | Total                          | 13 536 | 100,00 / 100,00 |       | 19 / 19  |     |
| Eleitorado/Participação | Eleitorado/Participação        | 34 959 | 38,72 / 100,00  | 0,53  |          |     |

#### Algueirão-Mem Martins
| Partido                 | Partido                        | Votos  | %               | +/-   | Mandatos | +/-     |
| ----------------------- | ------------------------------ | ------ | --------------- | ----- | -------- | ------- |
|                         | Partido Socialista             | 9 948  | 44,95 / 100,00  | 21,44 | 11 / 21  | 5       |
|                         | PSD-CDS-MPT-PPM                | 5 251  | 23,73 / 100,00  | 9,66  | 6 / 21   | 2       |
|                         | Coligação Democrática Unitária | 2 497  | 11,28 / 100,00  | 4,63  | 2 / 21   | 2       |
|                         | Bloco de Esquerda              | 1 695  | 7,66 / 100,00   | 2,04  | 1 / 21   | Estável |
|                         | Pessoas–Animais–Natureza       | 1 038  | 4,69 / 100,00   | -     | 1 / 21   | -       |
|                         | PDR-JPP                        | 304    | 1,37 / 100,00   | Novo  | 0 / 21   | Novo    |
|                         | Partido Nacional Renovador     | 202    | 0,91 / 100,00   | -     | 0 / 21   | -       |
|                         | Partido Trabalhista Português  | 126    | 0,57 / 100,00   | -     | 0 / 21   | -       |
| Votos Inválidos         | Votos Inválidos                | 1 068  | 4,82 / 100,00   | 5,41  |          |         |
| Total                   | Total                          | 22 129 | 100,00 / 100,00 |       | 21 / 21  |         |
| Eleitorado/Participação | Eleitorado/Participação        | 54 438 | 40,65 / 100,00  | 3,80  |          |         |

#### Almargem do Bispo, Pero Pinheiro e Montelavar
| Partido                 | Partido                        | Votos  | %               | +/-   | Mandatos | +/-     |
| ----------------------- | ------------------------------ | ------ | --------------- | ----- | -------- | ------- |
|                         | Partido Socialista             | 3 411  | 46,48 / 100,00  | 9,89  | 7 / 13   | 1       |
|                         | PSD-CDS-MPT-PPM                | 2 412  | 32,87 / 100,00  | 21,05 | 5 / 13   | 3       |
|                         | Coligação Democrática Unitária | 651    | 8,87 / 100,00   | 2,88  | 1 / 13   | Estável |
|                         | Bloco de Esquerda              | 471    | 6,42 / 100,00   | 3,60  | 0 / 13   | Estável |
| Votos Inválidos         | Votos Inválidos                | 393    | 5,35 / 100,00   | 3,01  |          |         |
| Total                   | Total                          | 7 338  | 100,00 / 100,00 |       | 13 / 13  |         |
| Eleitorado/Participação | Eleitorado/Participação        | 14 007 | 52,39 / 100,00  | 0,34  |          |         |

#### Cacém e São Marcos
| Partido                 | Partido                        | Votos  | %               | +/-   | Mandatos | +/- |
| ----------------------- | ------------------------------ | ------ | --------------- | ----- | -------- | --- |
|                         | Partido Socialista             | 4 939  | 42,26 / 100,00  | 15,79 | 9 / 21   | 3   |
|                         | PSD-CDS-MPT-PPM                | 3 134  | 26,82 / 100,00  | 4,68  | 6 / 21   | 1   |
|                         | Coligação Democrática Unitária | 1 562  | 13,37 / 100,00  | 4,05  | 2 / 21   | 2   |
|                         | Bloco de Esquerda              | 1 207  | 10,33 / 100,00  | 4,30  | 2 / 21   | 1   |
| Votos Inválidos         | Votos Inválidos                | 845    | 7,23 / 100,00   | 2,26  |          |     |
| Total                   | Total                          | 11 687 | 100,00 / 100,00 |       | 21 / 21  |     |
| Eleitorado/Participação | Eleitorado/Participação        | 30 583 | 38,21 / 100,00  | 1,61  |          |     |

#### Casal de Cambra
| Partido                 | Partido                        | Votos | %               | +/-   | Mandatos | +/- |
| ----------------------- | ------------------------------ | ----- | --------------- | ----- | -------- | --- |
|                         | Partido Socialista             | 2 129 | 45,95 / 100,00  | 15,83 | 7 / 13   | 2   |
|                         | PSD-CDS-MPT-PPM                | 1 562 | 33,71 / 100,00  | 21,68 | 5 / 13   | 4   |
|                         | Coligação Democrática Unitária | 596   | 12,86 / 100,00  | 1,90  | 1 / 13   | 1   |
| Votos Inválidos         | Votos Inválidos                | 346   | 7,47 / 100,00   | 1,64  |          |     |
| Total                   | Total                          | 4 633 | 100,00 / 100,00 |       | 13 / 13  |     |
| Eleitorado/Participação | Eleitorado/Participação        | 9 864 | 46,97 / 100,00  | 2,08  |          |     |

#### Colares
| Partido                 | Partido                        | Votos | %               | +/-   | Mandatos | +/-     |
| ----------------------- | ------------------------------ | ----- | --------------- | ----- | -------- | ------- |
|                         | PSD-CDS-MPT-PPM                | 1 623 | 46,31 / 100,00  | 34,39 | 7 / 13   | 6       |
|                         | Partido Socialista             | 1 337 | 38,15 / 100,00  | 15,52 | 5 / 13   | 2       |
|                         | Coligação Democrática Unitária | 352   | 10,04 / 100,00  | 1,47  | 1 / 13   | Estável |
| Votos Inválidos         | Votos Inválidos                | 193   | 5,50 / 100,00   | 0,40  |          |         |
| Total                   | Total                          | 3 505 | 100,00 / 100,00 |       | 13 / 13  |         |
| Eleitorado/Participação | Eleitorado/Participação        | 6 425 | 54,55 / 100,00  | 0,55  |          |         |

#### Massamá e Monte Abraão
| Partido                 | Partido                        | Votos  | %               | +/-   | Mandatos | +/- |
| ----------------------- | ------------------------------ | ------ | --------------- | ----- | -------- | --- |
|                         | Partido Socialista             | 7 671  | 45,17 / 100,00  | 19,14 | 11 / 21  | 5   |
|                         | PSD-CDS-MPT-PPM                | 4 754  | 27,99 / 100,00  | 12,65 | 6 / 21   | 2   |
|                         | Coligação Democrática Unitária | 2 080  | 12,25 / 100,00  | 4,07  | 2 / 21   | 2   |
|                         | Bloco de Esquerda              | 1 533  | 9,03 / 100,00   | 2,88  | 2 / 21   | 1   |
| Votos Inválidos         | Votos Inválidos                | 944    | 5,56 / 100,00   | 4,31  |          |     |
| Total                   | Total                          | 16 982 | 100,00 / 100,00 |       | 21 / 21  |     |
| Eleitorado/Participação | Eleitorado/Participação        | 42 261 | 40,18 / 100,00  | 1,35  |          |     |

#### Queluz e Belas
| Partido                 | Partido                        | Votos  | %               | +/-   | Mandatos | +/- |
| ----------------------- | ------------------------------ | ------ | --------------- | ----- | -------- | --- |
|                         | Partido Socialista             | 6 759  | 38,73 / 100,00  | 11,10 | 9 / 21   | 2   |
|                         | PSD-CDS-MPT-PPM                | 4 995  | 28,62 / 100,00  | 13,00 | 7 / 21   | 3   |
|                         | Coligação Democrática Unitária | 2 701  | 15,48 / 100,00  | 3,70  | 3 / 21   | 2   |
|                         | Bloco de Esquerda              | 1 809  | 10,37 / 100,00  | 3,84  | 2 / 21   | 1   |
| Votos Inválidos         | Votos Inválidos                | 1 187  | 6,80 / 100,00   | 3,76  |          |     |
| Total                   | Total                          | 17 451 | 100,00 / 100,00 |       | 21 / 21  |     |
| Eleitorado/Participação | Eleitorado/Participação        | 43 390 | 40,22 / 100,00  | 2,00  |          |     |

#### Rio de Mouro
| Partido                 | Partido                        | Votos  | %               | +/-   | Mandatos | +/-     |
| ----------------------- | ------------------------------ | ------ | --------------- | ----- | -------- | ------- |
|                         | Partido Socialista             | 6 968  | 44,09 / 100,00  | 19,60 | 10 / 19  | 4       |
|                         | PSD-CDS-MPT-PPM                | 3 740  | 23,67 / 100,00  | 8,80  | 5 / 19   | 2       |
|                         | Coligação Democrática Unitária | 2 353  | 14,89 / 100,00  | 4,62  | 3 / 19   | 2       |
|                         | Bloco de Esquerda              | 1 302  | 8,24 / 100,00   | 2,73  | 1 / 19   | Estável |
|                         | PDR-JPP                        | 274    | 1,73 / 100,00   | Novo  | 0 / 19   | Novo    |
|                         | Partido Nacional Renovador     | 233    | 1,47 / 100,00   | 0,12  | 0 / 19   | Estável |
| Votos Inválidos         | Votos Inválidos                | 933    | 5,90 / 100,00   | 4,19  |          |         |
| Total                   | Total                          | 15 803 | 100,00 / 100,00 |       | 19 / 19  |         |
| Eleitorado/Participação | Eleitorado/Participação        | 39 276 | 40,24 / 100,00  | 3,21  |          |         |

#### São João das Lampas e Terrugem
| Partido                 | Partido                                         | Votos  | %               | +/-   | Mandatos | +/-     |
| ----------------------- | ----------------------------------------------- | ------ | --------------- | ----- | -------- | ------- |
|                         | PSD-CDS-MPT-PPM                                 | 3 467  | 48,86 / 100,00  | 38,10 | 7 / 13   | 6       |
|                         | Partido Socialista                              | 2 444  | 34,44 / 100,00  | 1,70  | 5 / 13   | Estável |
|                         | Coligação Democrática Unitária                  | 599    | 8,44 / 100,00   | 0,68  | 1 / 13   | Estável |
|                         | Partido Comunista dos Trabalhadores Portugueses | 130    | 1,83 / 100,00   | -     | 0 / 13   | -       |
| Votos Inválidos         | Votos Inválidos                                 | 456    | 6,43 / 100,00   | 1,72  |          |         |
| Total                   | Total                                           | 7 096  | 100,00 / 100,00 |       | 13 / 13  |         |
| Eleitorado/Participação | Eleitorado/Participação                         | 13 428 | 52,84 / 100,00  | 0,36  |          |         |

#### Sintra
| Partido                 | Partido                        | Votos  | %               | +/-   | Mandatos | +/-     |
| ----------------------- | ------------------------------ | ------ | --------------- | ----- | -------- | ------- |
|                         | Partido Socialista             | 4 757  | 39,15 / 100,00  | 10,49 | 8 / 19   | 2       |
|                         | PSD-CDS-MPT-PPM                | 4 695  | 38,64 / 100,00  | 24,34 | 8 / 19   | 5       |
|                         | Coligação Democrática Unitária | 1 080  | 8,89 / 100,00   | 2,13  | 2 / 19   | Estável |
|                         | Bloco de Esquerda              | 971    | 7,99 / 100,00   | 3,70  | 1 / 19   | Estável |
| Votos Inválidos         | Votos Inválidos                | 649    | 5,34 / 100,00   | 3,31  |          |         |
| Total                   | Total                          | 12 152 | 100,00 / 100,00 |       | 19 / 19  |         |
| Eleitorado/Participação | Eleitorado/Participação        | 24 103 | 50,42 / 100,00  | 2,38  |          |         |

#### Juntas antes e depois das Eleições
| Freguesia                                     | 2013-2017 | 2013-2017          | 2013-2017      | 2017-2021 | 2017-2021          | 2017-2021      |
| --------------------------------------------- | --------- | ------------------ | -------------- | --------- | ------------------ | -------------- |
| Agualva e Mira-Sintra                         |           | Partido Socialista | 27,27 / 100,00 |           | Partido Socialista | 47,44 / 100,00 |
| Algueirão - Mem Martins                       |           | Partido Socialista | 23,51 / 100,00 |           | Partido Socialista | 44,95 / 100,00 |
| Almargem do Bispo, Pero Pinheiro e Montelavar |           | Partido Socialista | 36,59 / 100,00 |           | Partido Socialista | 46,48 / 100,00 |
| Cacém e São Marcos                            |           | Partido Socialista | 26,47 / 100,00 |           | Partido Socialista | 42,26 / 100,00 |
| Casal de Cambra                               |           | Grupo de Cidadãos  | 30,34 / 100,00 |           | Partido Socialista | 45,95 / 100,00 |
| Colares                                       |           | Grupo de Cidadãos  | 49,75 / 100,00 |           | PSD-CDS-MPT-PPM    | 46,31 / 100,00 |
| Massamá e Monte Abraão                        |           | Partido Socialista | 26,03 / 100,00 |           | Partido Socialista | 45,17 / 100,00 |
| Queluz e Belas                                |           | Partido Socialista | 27,63 / 100,00 |           | Partido Socialista | 38,73 / 100,00 |
| Rio de Mouro                                  |           | Partido Socialista | 24,49 / 100,00 |           | Partido Socialista | 44,09 / 100,00 |
| São João das Lampas e Terrugem                |           | Grupo de Cidadãos  | 36,59 / 100,00 |           | PSD-CDS-MPT-PPM    | 48,86 / 100,00 |
| Sintra                                        |           | Grupo de Cidadãos  | 29,73 / 100,00 |           | Partido Socialista | 39,15 / 100,00 |